# Moulin d'Abzac
Créé en 1471, alors que la guerre de cent ans vient de s'achever, le moulin d'Abzac et son barrage, que l'on appelait alors la chaussée, a maintenu une activité industrielle jusqu'à ce jour, tout en bénéficiant, au fil des siècles, d'importants changements et même d'une reconstruction totale en 1780.
Tour à tour, maillerie pour apprêter les tissus de laine produits localement et moulin à farine de blé jusqu'au 18ᵉ siècle. Il est transformé en huilerie en 1866, à partir des arachides du Sénégal.
En 1928, le moulin devient le siège social et la première usine d'un groupe familial largement internationalisé et spécialisé dans la fabrication d'emballages industriels en carton : la société Abzac SA.
À partir de 1980, la société Abzac SA entreprend une restauration complète du moulin en vue de lui restituer la configuration et l'aspect qu'il avait en 1780. Il en est résulté son classement en 2013 comme monument historique, situé sur la commune d'Abzac, dans le département français de la Gironde, en France.

## Localisation
Les bâtiments et le moulin se trouvent dans la partie nord-nord-est de la ville, à l'extrémité d'une allée d'environ 150 m. qui prend naissance sur la route départementale D17 (Coutras au nord et Lussac au sud) en regard de l'église Saint-Pierre.

## Historique

### Les débuts du moulin
La guerre de cent ans a laissé le nord libournais ruiné et dépeuplé. Tout est à recommencer. Conformément à la politique de reconstruction du pays par Louis XI, Louis de Prie, seigneur de Fronsac et à ce titre seigneur d'Abzac, entreprend de repeupler et de rétablir une activité économique dans sa seigneurie. Il accorde en juin 1471 un bail à fief pour la construction d'un moulin à Abzac. À la fin du XVIᵉ siècle, le moulin est racheté par son tenancier, Jean Fournier. En 1600, il y ajoute le château d'Abzac, qui le domine. À cette date, le domaine d'Abzac est constitué. Il est demeuré intact jusqu'à ce jour. Le moulin possède alors quatre meules à farine et une maillerie pour textile. Cette double activité est maintenue jusqu'au milieu du XVIIIᵉ siècle. À cette époque, deux événements interviennent et modifient considérablement le devenir du moulin, lorsqu'il devient manufacture au XVIIIᵉ siècle.
C'est d'abord un mouvement de pensée popularisé par l'encyclopédie qui affirme "l'idée d'un progrès généralisé, moteur de l'histoire linéaire de l'humanité, orienté par vers le bonheur futur. "Le culte du progrès est indissociable de la sacralisation de l'humanité". Il trouve son aboutissement dans l'éveil de l'aventure industriel ou le travail est associé à l'entreprise et à la manufacture".
C'est ensuite le développement du commerce atlantique de Bordeaux qui devient progressivement le premier port de France. La base de cette croissance résulte du commerce des produits tropicaux tels que le sucre, le café et l'indigo que produisent les colonies antillaises. Bordeaux les importe dans le cadre d'un régime baptisé l'exclusif, puisque les colonies ne peuvent entretenir de relations commerciales qu'avec la métropole. Bordeaux exporte en retour toutes les fournitures dont elles ont besoin, à commencer par la farine qui est la base de l'alimentation en pain. On consomme en effet à cette époque environ 750 grammes de pain par personne et par jour. Les Antilles françaises doublent leur production de 1770 à 1790 et en même temps leur population, ce qui entraine un doublement de leur besoin en farine. Profitant de cette conjoncture, Anonime de Goderville, qui est le seigneur d'Abzac, décide de reconstruire son moulin pour doubler sa production. Il arrête la maillerie et passe le nombre de meules de quatre à sept.
La Révolution, la guerre maritime avec l'Angleterre et l'insurrection des noirs dans les Antilles interrompent l'activité du moulin. En 1796, la famille Rozier achète le domaine d'Abzac puis valide cette transaction avec les héritiers d'Anonime de Goderville. Le moulin est remis en activité.

### Le moulin devient une huilerie
En 1866, les Rozier y installent une huilerie en association avec la famille Calvé, qui est déjà un acteur majeur dans le commerce de l'arachide avec le Sénégal. Les Calvé étaient à la recherche d'un site pour s'intégrer dans la production d'huile. C'est ainsi qu'Abzac devient la seconde huilerie bordelaise après celle de Maurel et Prom. À l'approche de 1900, il est clair que son développement qui est considérable dépasse les possibilités du moulin d'Abzac, alors que la demande poursuit sa croissance. Une décision est à prendre.
En 1897, l'huilerie transfère son activité à Laubardemont qui est tout proche, afin d'y poursuivre son développement sur un site mieux adapté. C'est à cette occasion la naissance de la société Calvé-Delft qui résulte d'une fusion entre les huileries hollandaises de Delft avec les activités des Calvé. Ce qui entraine la déshérence du moulin d'Abzac. En 1911, une société d'électricité reprend sa force motrice à partir des turbines devenues inactives.

### La création d'Abzac SA et la restauration
En 1928, une société en création s'installe dans les locaux restants, c'est la société des cartonnages d'Abzac qui devient, en 1970, Abzac SA. Elle est constituée à l'initiative de Jean Rozier, le dernier héritier de la famille Rozier, et de son neveu Pierre-Antoine d'Anglade. Le moulin d'Abzac abrite désormais une activité d'emballages industriels en cartons, à côté de l'usine électrique.
Grâce à son développement, Abzac SA est en mesure de racheter à Électricité de France (EDF) en janvier 1973, la part d'immeuble qu'elle possède dans le moulin pour avoir nationalisé la société d'électricité en 1966. Le moulin est partiellement réunifié, toutefois, la réunification complète du site s'achève en 1994 lorsque EDF cesse de produire de l'électricité à Abzac. Ces deux acquisitions successives permettent d'entreprendre la réhabilitation complète du moulin pour lui permettre de retrouver l'aspect qu'il avait en 1780. Ces bâtiments ont été classés monuments historiques par arrêté du 10 juin 2013.